# Eggert Ólafsson
Eggert Ólafsson (Snæfellsnes, 1 december 1726 – Breiðafjörður, 30 mei 1768) was een IJslands natuurwetenschapper en dichter.

## Levensloop
Eggert Ólafsson werd geboren in een oude boerenfamilie. Hij studeerde natuurwetenschappen aan de Universiteit van Kopenhagen. In zijn boek Reise igiennem Island (1772) brengt hij verslag uit van zijn wetenschappelijke en culturele onderzoek tussen 1752 en 1757. Het werk biedt een uitvoerige beschrijving van IJsland en zijn bewoners. De gedichten van Eggert Ólafsson schetsen een beeld van het IJslandse boerenleven. Zijn oeuvre was van belang voor de culturele renaissance van IJsland en oefende een sterke aantrekkingskracht uit op latere generaties IJslandse patriotten.
Zijn bruid en hij verdronken samen op huwelijksreis in de baai van Breiðafjörður.